# Zachariáš Zarevutius
Zachariáš Zarevutius, také Zacharias Zarewutius, slovensky Zachariáš Zarevúcky, (1605? Brezovica (okres Sabinov), Slovensko – 20. února 1667 Bardejov) byl slovenský varhaník a hudební skladatel.

## Život
V letech 1625 a 1665 byl Zachariáš Zerevutius varhaníkem v Bardejově na východním Slovensku.

## Dílo
Komponoval chrámové skladby a upravoval vokální polyfonní skladby pro klávesové nástroje. Skladby Zachariáše Zarevutia jsou součástí tzv. Bardejovské sbírky hudebnín, která je od roku 1916 uložená v Széchényiho knihovně v Budapešti. Zachovalo se devět úplných skladeb (moteta a magnificat). Další skladby, včetně několika mší, se dochovaly ve fragmentech nebo jsou o nich zmínky v jiných rukopisech.